# Hopea malibato
Hopea malibato är en tvåhjärtbladig växtart som beskrevs av Foxworthy. Hopea malibato ingår i släktet Hopea och familjen Dipterocarpaceae. Inga underarter finns listade i Catalogue of Life.